# Veronica rosea
Veronica rosea là một loài thực vật có hoa trong họ Mã đề. Loài này được Desf. miêu tả khoa học đầu tiên năm 1798.

## Hình ảnh

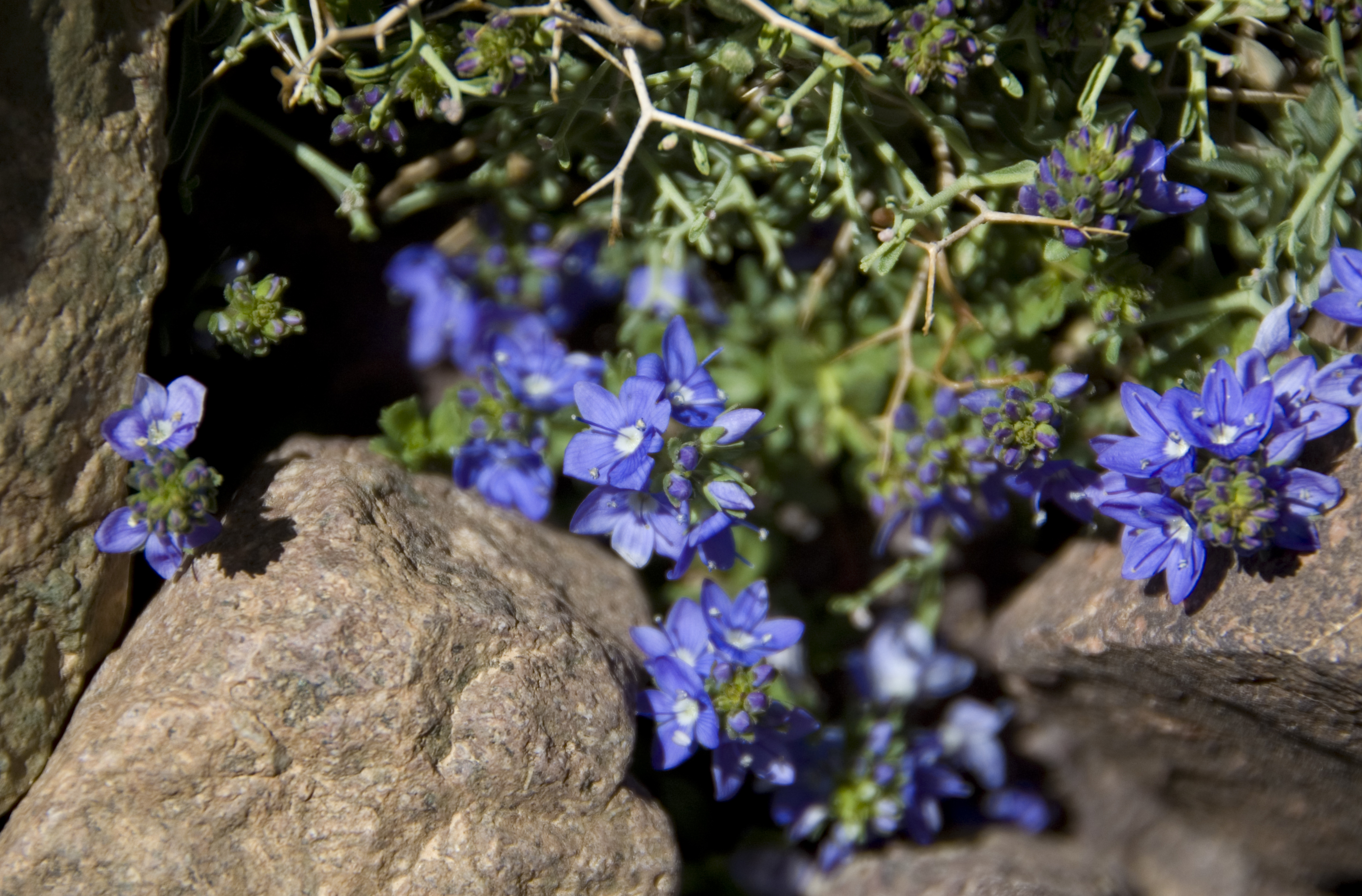